# Zisterzienserarchitektur

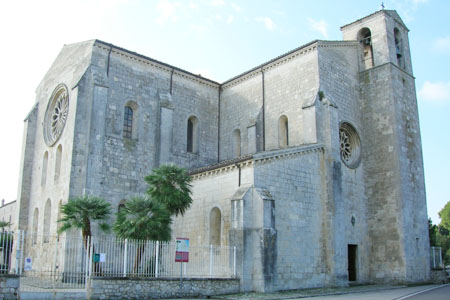
Abteikirche des Klosters Santa Maria Arabona, Italien

Die Zisterzienserarchitektur ist ein Architekturstil, der in Kirchen, Klöstern und Abteien des römisch-katholischen Zisterzienserordens zu finden ist. Er wurde von Abt Bernhard von Clairvaux stark beeinflusst. Bernhard war der Meinung, dass überflüssige Verzierungen zu vermeiden seien, um die Gläubigen nicht von Andacht und Gebet abzulenken. Zisterzienserarchitektur war daher schlicht. Obwohl einige religiöse Abbildungen erlaubt wurden, beispielsweise Kruzifixe, waren aufwändige Figuren, die in mittelalterlichen Kirchen üblich waren, verboten. Bernhard monierte deren ablenkende Wirkung auf die Mönche in einer Apologie. Frühe Zisterzienserarchitektur zeigt den Übergang von romanischer zur gotischen Architektur. Später gebaute Abteien waren der Zeit entsprechend im Stil der Renaissance oder des Barocks errichtet, die ihrem jeweiligen Stil entsprechend ornamentierter waren.
Die Gebäude wurden so weit wie möglich aus glattem, hellem Stein gebaut. Säulen, Pfeiler und Fenster fielen auf das gleiche Sockelniveau, und wenn überhaupt verputzt wurde, war dies äußerst einfach gehalten. Um das Erscheinungsbild kirchlicher Gebäude zu wahren, wurden die Bauten der Zisterzienser in einem reinen Stil gebaut, und sie zählen zu den schönsten Bauschätzen des Mittelalters.
Die meisten Zisterzienser-Klöster und -Kirchen wurden in einiger Entfernung von Städten und dicht besiedelten Gegenden gebaut. Diese Isolation und das Bedürfnis nach Selbstversorgung führten zu hohem Innovationsreichtum unter den Zisterziensern. In vielen ihrer Niederlassungen fanden sich daher frühe Beispiele der Wasserwirtschaft. Neben Stein waren die wichtigsten Baustoffe Holz und Metall. Zisterzienser galten als begabte Metallurgen, und ihre Fähigkeiten im Umgang mit Metall stehen in direktem Zusammenhang mit der Entwicklung der Zisterzienserarchitektur und der Verbreitung der gotischen Architektur insgesamt.
Der Begriff Zisterzienserarchitektur ist in Fachkreisen nicht ganz unumstritten und demnach gibt es eine Debatte darüber, ob man von einer einheitlichen Zisterzienserarchitektur sprechen kann oder eher von einer Architektur der Zisterzienser oder einem zisterziensischen Geist der Architektur.

## Historische Einordnung

### Der Zisterzienserorden
Der Zisterzienserorden wurde 1098 als Benediktinischer Reformorden in Citeaux gegründet. Der lateinische Name des Gründungsortes, „Cistercium“, diente als Name für den Orden. Unter der Führung von Bernhard von Clairvaux erlebte der Orden im 12. und 13. Jahrhundert eine Blütezeit. Ein erster Niedergang bahnte sich zurzeit der Reformation an während der Auflösung der englischen Klöster oder anderer Reformationsbewegungen. Zudem wurden viele weitere Klöster während der Säkularisierung im 19. Jahrhundert aufgelöst. Heutzutage bestehen zwar Zisterzienserklöster in allen Erdteilen, der Orden besteht allerdings nur noch aus 3000 Mönchen und Nonnen.
Der für die Zisterzienserarchitektur zentrale Bernhard von Clairvaux war nicht der Gründungsvater des Ordens, dennoch beschreibt das Stift Heiligenkreuz ihn als „[u]nser großer Ordensvater“. Mit der Zeit wurde er zum geistigen Vater des Ordens. Er wurde 1090 in der Nähe von Dijon in ein adeliges Geschlecht geboren. Dennoch bat er 1112 um die Aufnahme in Citeaux. Zudem brachte er 30 seiner Anhänger und Verwandte mit, was einen Aufschwung für das Kloster bedeutete, wodurch das als eine erste Blüte gelten kann. Bereits drei Jahre nach seinem Klostereintritt wurde er als Abt zur Neugründung in Clairvaux ausgesendet. Sein Kloster in Clairvaux hatte zeitweise bis zu 700 Mönche und allein von diesem Kloster wurden unter seinem Abbatiat 67 neue Klöster gegründet. Die Spiritualität der Zisterzienser hatte in Bernhard von Clairvaux ihren Ursprung. Er und die Zisterzienser seien eine „unzertrennliche Einheit“ geworden.

### Theologische und theoretische Grundlagen

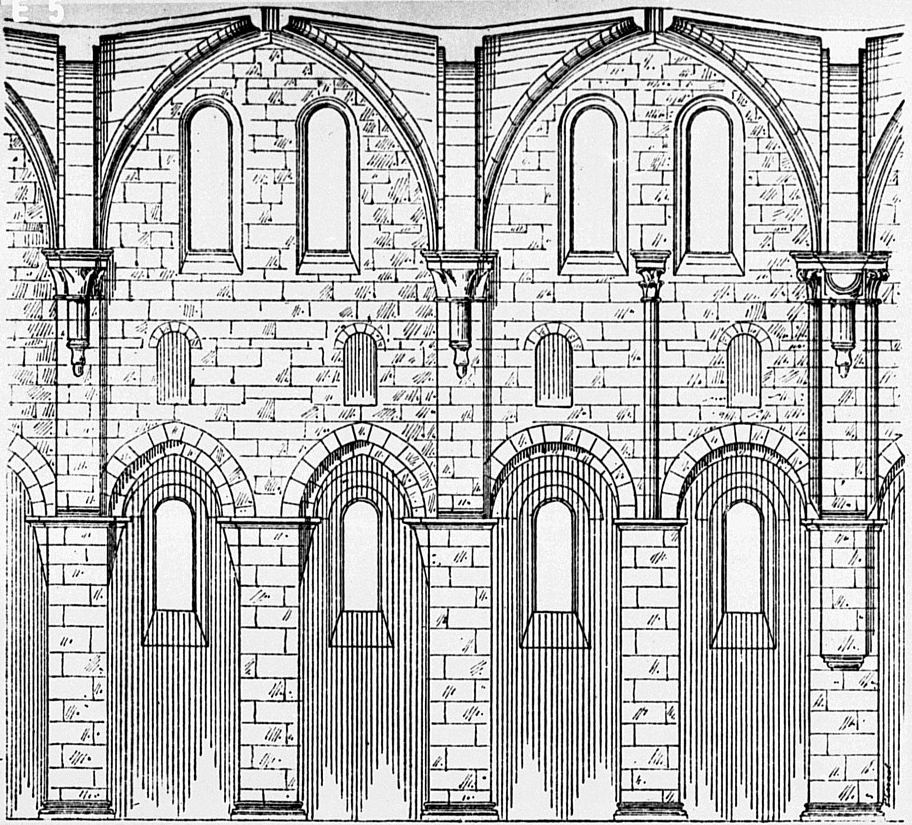
Die Architektur der Zisterzienser wurde nach rationalen Grundsätzen umgesetzt

Maßgeblicher Denker hinter dieser Architektur war Bernhard von Clairvaux. Dieser betrachtete die Dekoration von Kirchen als Ablenkung von der Frömmigkeit. Trotzdem waren die Zisterzienser empfänglich für die technischen Verbesserungen gotischer Bauprinzipien und spielte eine wichtige Rolle bei deren Verbreitung in ganz Europa.
Diese neue Zisterzienserarchitektur verkörperte die Ideale des Ordens und war zumindest theoretisch zweckmäßig und ohne überflüssige Verzierungen. Entgegen häufigen Aussagen in moderner Sachliteratur gab es jedoch keine eigentlichen Bauvorschriften. Dennoch nutzen viele Zisterzienserabteien in Europa das gleiche „rationale, integrierte Schema“, um den weitgehend homogenen Bedürfnissen des Ordens gerecht zu werden. Verschiedene Gebäude, darunter der Kapitelsaal im Osten und die darüber liegenden Schlafsäle, waren um einen Kreuzgang gruppiert und manchmal über eine Nachttreppe mit dem Querschiff der Kirche selbst verbunden.
Grundlage für die Zisterzienserarchitektur war die Ecclesiastica officia, ein Zisterzienser-Gewohnheitsbuch aus dem 12. Jahrhundert. Dieser war ein aus 121 Kapiteln bestehendes Regelwerk, welches Angaben darüber machte, wie Verhalten, Liturgie, Rituale, Feste und Arbeit in der Kirche, im Kreuzgang, im Kapitelsaal, im Schlafsaal und in anderen Gemeinschaftsräumen ablaufen sollten. Akademiker entwickelten aus diesem Werk zusammen mit anderen schriftlichen und visuellen Quellen einen „Zisterzienser-Modellplan“ (oder auch „Idealplan“). Die Ost-West-Ausrichtung von Zisterzienserkirchen hat ebenfalls symbolische und liturgische Gründe. Von dieser wurde der restliche Klosterkomplex aufgebaut.

## Historische Entwicklung

### Anfänge

#### Klosteranlagen

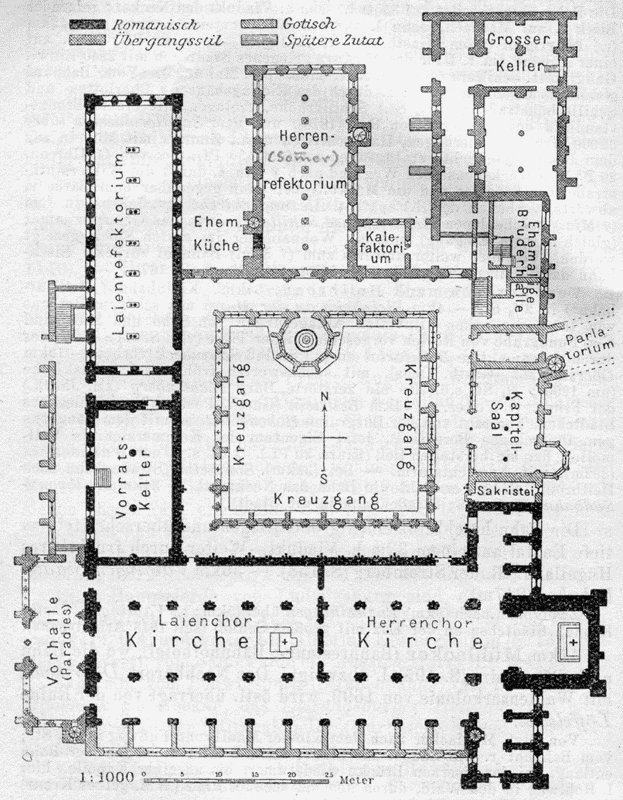
Plan des Klosters Maulbronn; der Kreuzgang befindet sich hierbei unüblicherweise an der Nordseite der Kirche; zu sehen ist zudem die räumliche Trennung der Konversen und der Chormönche

Die Bauprojekte des Hochmittelalters zeigten eine Ambition für das Kolossale. Dafür wurden große Mengen an Stein geschlagen. Dies traf auch auf den Zisterzienserorden zu. So waren beispielsweise die Abteien in Foigny 98 Meter und in Vaucelles 132 Meter lang. Die klösterliche Gebäude wurden zumeist komplett aus Stein gebaut, wobei einige provisorische Elemente anfänglich auch als Holz gebaut wurden. Im 12. und 13. Jahrhundert bestanden Zisterzienserkirchen aus einer Steinfassade, die entweder durch Holzpfosten oder Steinpfeiler in Schiff und Gänge unterteilt war. Die monumentale Bauweise beschränkte sich allerdings nicht nur auf die Kirchen oder andere repräsentative Gebäude. So wurden beispielsweise auch einfache Durchgänge oder die Küche eindrucksvoll gestaltet, so dass ihre Bauweise über ihre eigentlichen Funktion weit hinausgeht.
Zisterzienser bekamen einen guten Ruf im Bau von Klöstern und Kathedralen. Bernhards Vertrauter Achard von Clairvaux ist bekannt dafür, den Bau mehrerer Klöster überwacht zu haben. Ein Beispiel dafür ist das Kloster Himmerod im Rheinland.
In der Byland Abbey aus dem 12. Jahrhundert in Yorkshire wurden die ersten Architekturzeichnungen gefunden.
Es gab sozusagen einen Idealplan eines Zisterzienserklosters. Mittelpunkt war der Kreuzgang, der sich meistens an der Südseite der Kirche befand. Dieser sollte im Winkel zwischen dem Mittel- und Querschiff angebracht werden. Alle anderen Räume waren von diesem zu erreichen und alle späteren, möglichen Erweiterungen des Klosters fanden um diesen statt. Bei dem Bau der Räume wurde sich zum einen an dem Tagesablauf der Mönche, zum anderen an dem Verlauf der Sonne orientiert. So wurde das Refektorium so gebaut, dass es zum Mittag der am hellsten beleuchtete Raum des Klosters war. Weiterhin ist die Trennung der Chormönche und der Laienmönche, also der Konversen, in der Architektur der Zisterzienser sichtbar. So hatten die Konversen einen eigenen Klausurbereich, der über eine Klostergasse mit den Wirtschaftsräumen des Klosters und der Klosterkirche verbunden war. Diese Klostergasse trug auch dazu bei, dass die Konversen die Klausur der Chormönche nicht stören konnte. Das einzige Ornament, was Bernhard erlaubte, waren Marienstatuen.
Die Schlichtheit und Funktionalität der Architektur spiegelt sich in allen Gebäuden des Ordens wider. Die Gebäude waren in den Klosterkomplex integriert, bis auf bestimmte Wirtschaftshöfe, die außerhalb der Klosteranlage lagen. Ein weiteres Merkmal war die Nutzung von Gartenflächen, sowohl zur Rekreation als auch für die Wirtschaftlichkeit.
Der Bau der Klosteranlagen wurde trotz eines Idealplans an die Gegebenheiten vor Ort angepasst. So kam es teilweise dazu, dass der Kreuzgang im Norden der Kirche angelegt werden sollte. Beispiele dafür wären die Klöster in Fontfroide, Eberbach oder Melrouse. Zudem präferierten die Zisterzienser einen vierkantigen, rechteckigen Klosterbau.
Ein Zisterzienserkloster kann für gewöhnlich aus folgenden Gebäuden und Anlagen bestehen: Pforte, Klausur, Dormitorium, Kirche, Kreuzgang, Kapitelsaal, Parlatorium, Durchgang, Brudersaal, Wärmstube, Brunnenhaus, Refektorium, Küche, Laienrefektorium, Keller, Laiendormitorium, Kollationsgang, kleiner Kreuzgang, Bibliothek, Krankenhaus, Latrinen, Abtsgebäude, Wirtschaftsgebäude, Tore und Mauer und Teiche. Nicht alle Bauten sind in jedem Kloster vorhanden.

#### Kirchenbau

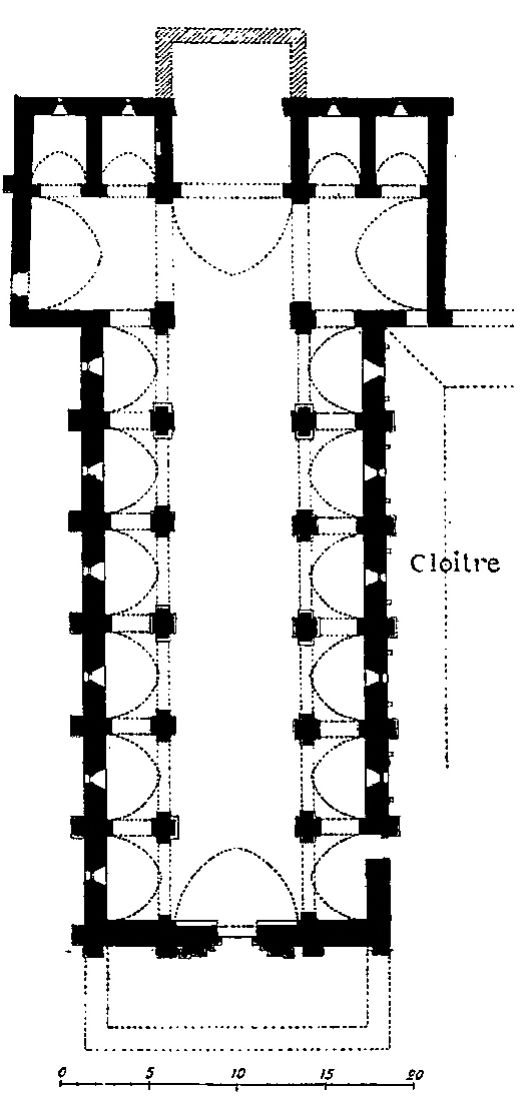
Plan der Kirche der Abtei Fontenay

Die Kirchen des Ordens spiegelten ebenfalls die Einfachheit des monastischen Lebens wider. Dabei gab es anfangs keine architektonischen Verzierungen. Der Chor war meistens flach geschlossen. Allgemein herrschte im Orden schon von Anfang an ein Turmverbot. Nur kleinere Türme für eine kleine Glocke waren erlaubt, die die Gebetszeiten der Mönche einleiten konnte. Dies wurde allerdings sehr schnell durch repräsentative Dachreitertürme umgangen. Alle Kirchen des Ordens sind der Gottesmutter Maria geweiht. Zum Beginn des Ordens gab es zudem keine Glasfenster oder Schmuckstatuen. Die Wände waren schmucklos und unverputzt. Zudem gab es keine großen Portale im Westen, da ausschließlich die Mönche die Kirche betraten und dies taten sie meist durch einen Zugang vom Kreuzgang aus.
Normalerweise waren Zisterzienserkirchen in Stil eines lateinischen Kreuzes erbaut. Weiterhin besaßen sie ein kurzes Presbyterium, das für die überschaubaren liturgischen Bedürfnissen der Zisterzienserbrüder ausreichte, kleine Kapellen in den Querschiffen für private Gebete und ein Kirchenschiff, das etwa in der Mitte durch eine Trennwand geteilt war, um die Mönche von den Laienbrüdern zu trennen. Der Bau eines Lettners, also der Trennwand zwischen dem Mönchs- und Konversenchor war für alle Kirchen verbindlich. Zudem spielte in den Zisterzienserkirchen das Westportal eher eine untergeordnete Rolle, da außer den Mönchen, den Gästen und den weltlichen Angestellten des Klosters, niemand die Kirche betreten durfte.
Bauhütten des Ordens waren ebenfalls am Bau von einigen Kirchen und Kathedralen beteiligt, wie etwa die Marienkirche in Reutlingen.
Der sogenannte Zisterzienser-Modellplan ist auf die Kirchen bezogen vor allem bei der Klosterkirche der Abtei Clairvaux ersichtlich. Bei dieser war das Ostende flach abgeschlossen. Ein rechteckiger Chor nahm den Hauptteil des Rauminhalts ein und der Hauptaltar war in diesem aufgestellt. Zwei weitere Altäre befanden sich an der Ostseite.
Weiterhin wurden die Kirchen der Zisterzienser meist ohne Krypten erbaut und sie bieten keinen Raum für Prozessionsumläufe.

#### Wirtschaftsgebäude
Aufgrund der Tatsache, dass der Orden zumindest zu Beginn seiner Entstehung auf Pfründe verzichtete, war die wirtschaftliche Tätigkeit für das Fortbestehen der Klöster von größter Wichtigkeit. Sie unterhielten Stallungen, und Mühlen und auf dem Gebiet des eigentlichen Klosters waren ebenfalls Werkräume zu finden. Die wirtschaftliche Tätigkeit wurde zumeist von den Konversen, also den Laienbrüdern, übernommen. Die Zisterzienser leisteten allerdings ebenfalls Pionierarbeit auf den Gebieten des Bergbaus, wie das Kloster Sittichenbach.
Zudem gab es Stadthöfe oder Pfleghöfe der Zisterzienser in den Städten, welche um die Klöster gelegen waren. Diese nahmen im späten Mittelalter eine besondere Bedeutung für die Wirtschaftstätigkeit des Ordens ein. Sie sollten nie länger als 3 bis 4 Tagesritte vom Kloster entfernt liegen. Die Stadthöfe enthielten auch repräsentatives Quartiere für den Abt, Stifter oder von Gästen des Klosters.
Grangien kreisten die Klosteranlagen ein und dienten als Gutshöfe außerhalb des Klosters. Sie waren zwischen 50 und 400 Hektar groß.
Die ursprünglichen Wirtschaftsgebäude waren wohl aus Holz. Eine Ersetzung durch Gebäude aus Stein setzte ab 1180 vor allem in Nord- und Zentralfrankreich ein, wo der Bau von gotischen Großscheunen und steinernen Lagergebäuden für die Klöster und Grangien üblich wurden.

### Entspannung der Bauvorschriften und spätere Nutzung der Klosteranlagen

#### Klosteranlagen
Die beschriebene mittelalterliche Art der Bauweise wurden zunehmend mit der Zeit abgelöst und es wurde bei Bränden oder allgemeinen Erweiterungen in darauffolgenden Epochen, wie beispielsweise dem Barock, aufwendiger gestaltete Räumlichkeiten erbaut, die beinahe einem Schloss ähnelten. Das Beheizen der Räume wurde sich in dieser Zeit nutzbar gemacht sowie die Einführung von einzelnen Zellen für die Mönche. Allerdings geschah dies in den meisten Fällen maßvoll und passte sich an den bereits vorhandenen Baustrukturen an.
Mit der Zeit wandelte sich auch das Selbstverständnis der Klosteranlagen. Sie wandelten sich von abgeschotteten Anlagen zu geistlichen Zentren.
Zum anderen wurden viele Zisterzienserklöster während der Zeit der Reformation oder während späterer Phasen der Säkularisierung, wie beispielsweise im Zuge der Napoleonischen Kriege, aufgelöst. Aufgrund ihrer Nachnutzung wurden sie teilweise umgebaut. So wurden die ehemaligen Klostergebäude vielmals nachgenutzt oder abgerissen. Im Kloster Neuzelle wurde nach seiner Säkularisierung 1817 beispielsweise ein preußisches, evangelisches Lehrerseminar und im Kloster Lehnin wurde im Laufe des 17. Jahrhunderts ein Jagdschloss als Sommerresidenz des Markgrafs von Brandenburg eingerichtet. Die Primärabtei Clairvaux wurde nach seiner Auflösung als Gefängnis genutzt.

#### Kirchenbau

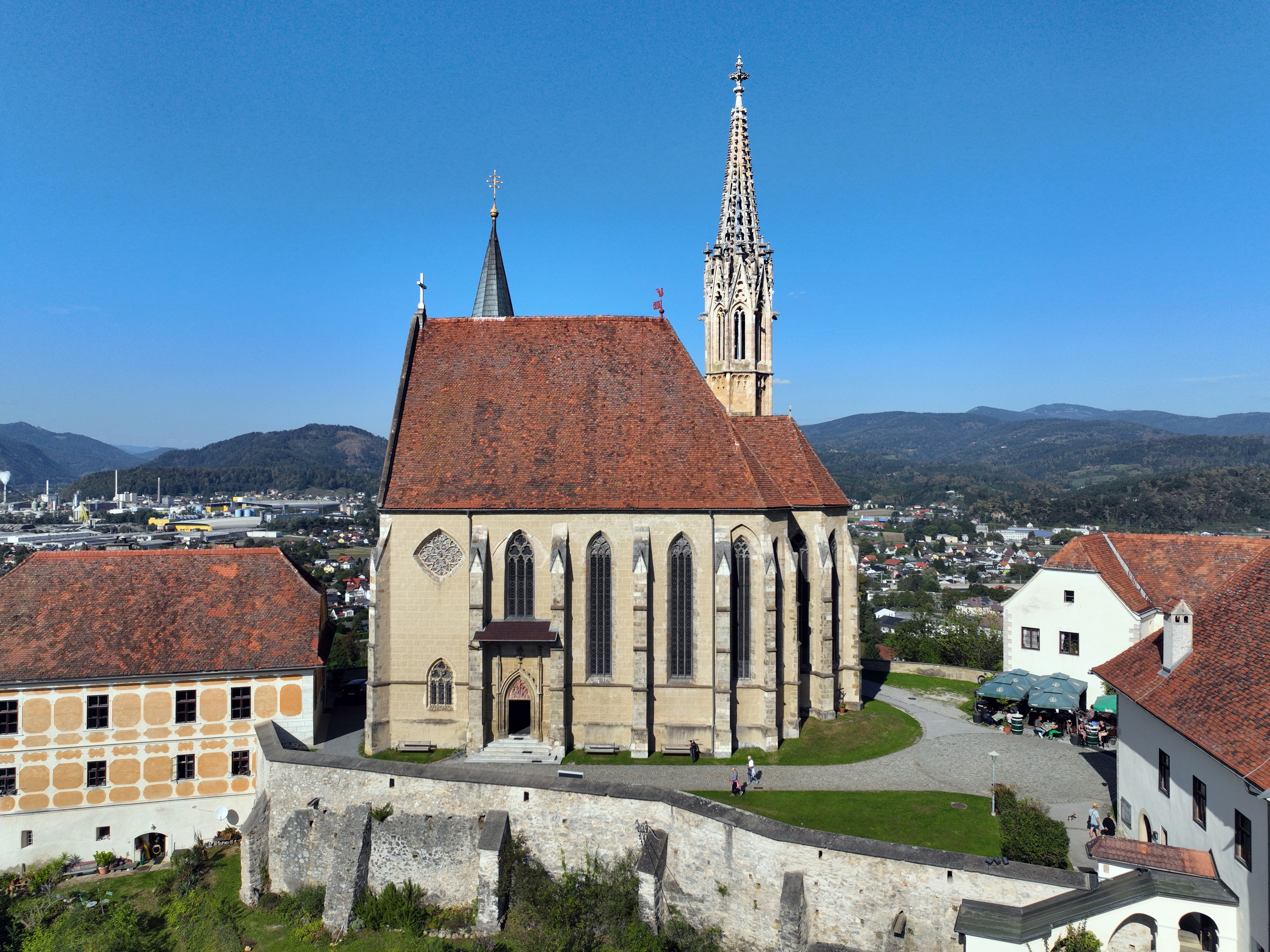
Wallfahrtskirche Maria Straßengel von Osten, untypisch für die ursprüngliche Zisterzienserarchitektur sind der Runde Chor und die beiden Türme

Die Entspannung bei den Bauvorschriften der Klosteranlagen übertrugen sich mit der Zeit auch auf die Kirchen. Mit dem Barock wurden die Kirchen prunkvoller ausgestaltet und es wurde der Bau von Kirchtürmen erlaubt. Selbst in der Phase des Barock wurde die Ausstattung trotzdem maßvoll gestaltet. Zum Teil gab es allerdings auch Ausbrüche aus dieser Bescheidenheit. Beispiele dafür sind der Altenberger Dom oder Royaumont, die sich an monumentalen Bauten wie dem Kölner Dom oder die Kathedrale von Saint-Denis orientierten.
Zum Teil konnte man einige von den Zisterziensern gebaute Kirchen, wie etwa die Wallfahrtskirche Maria Straßengel, eine Filiale des Stiftes Rein, nicht als solche identifizieren, weil sie so weit von den originalen Bauvorschriften des Ordens abwichen. Hierbei war das einzige wirkliche zisterziensische Element die abgekragten Wanddienste im Inneren der Kirche. Die komplette andere Ausstattung der Kirche, vor allem die schmuckvolle Ausstattung und der Turm, entspricht nicht den Vorstellung von Bernhard von Clairvaux. Er lässt dennoch Aufschluss auf die Stifter des Baues zu.
Zum anderen wurden einige Kirchen auch aufgrund ihrer Nachnutzung umgestaltet. Die Klosterkirche Altfriedland aus dem 13. Jahrhundert war ursprünglich eine Quaderbasilika ohne Turm und mit schmucklosen Werksteinfassaden. Damit entsprach es den ursprünglichen Bauordnungen des Ordens. Einige Anpassungen an dem Bau wurden auch aufgrund einer verschärften Klausur auf Befehl des Bischofs von Brandenburg durchgeführt.

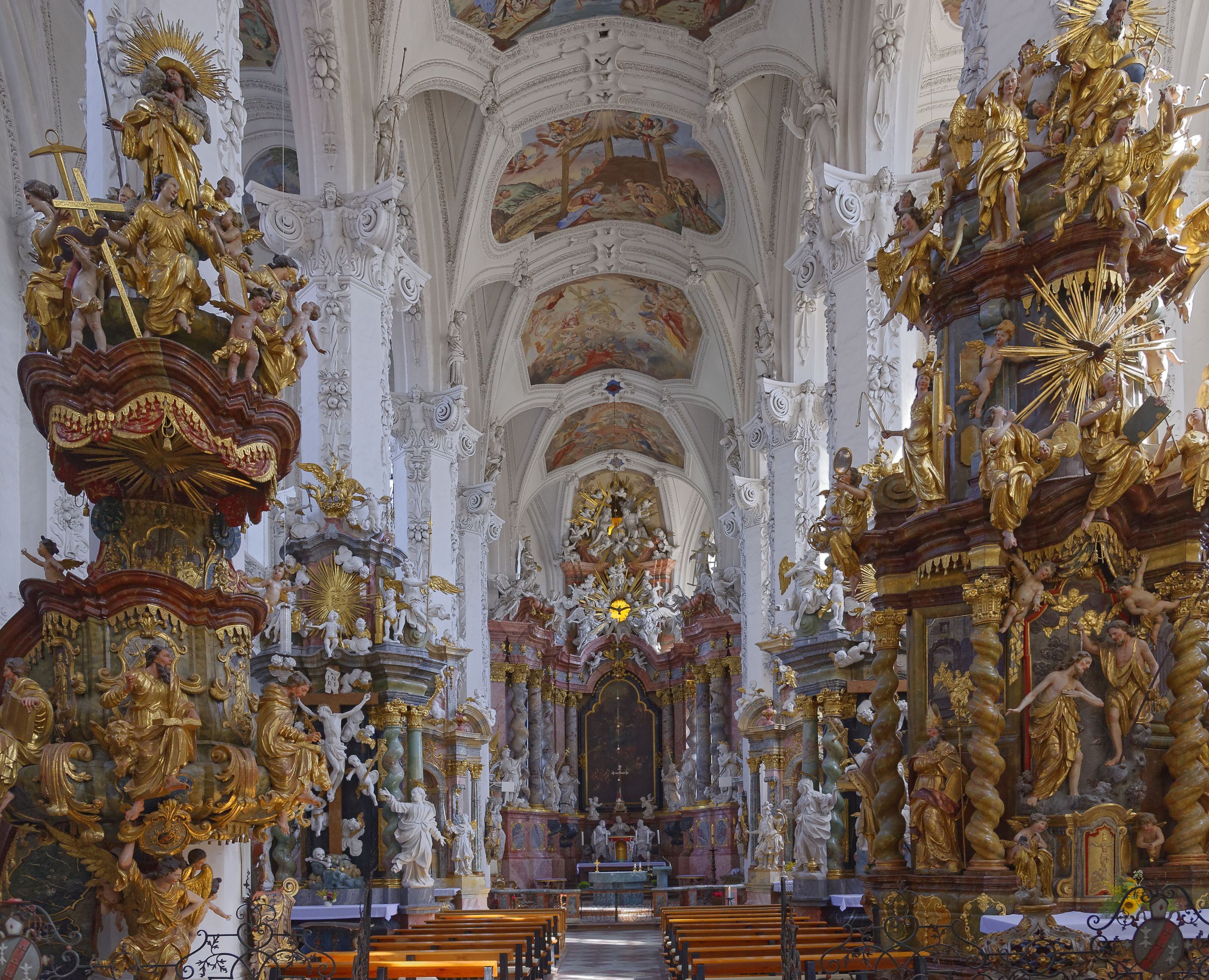
Die Barocke Klosterkirche in Neuzelle ist ein Beispiel für spätere umbauten der Anlagen und ein Bruch mit den ursprünglichen Bauvorschriften

Zudem entstanden nun auch repräsentative Westportale in den Kirchen, als diese auch Besuchern zugänglich gemacht wurden.

### Moderne
Der britische Architekt John Pawson war am Bau einiger moderner Zisterzienserbauten beteiligt. Diese spiegelt immer noch den minimalistischen Geist und den Hang zur Funktionalität wider. Er war beispielsweise der leitende Architekt beim Aufbau der Klosters Nový Dvůr in Tschechien. Im Gegensatz zu den mittelalterlichen Bauten, aber dennoch teilweise in Anlehnung an sie, wurden bei diesem Bau vor allem weißer Putz, Beton, Holz und Glas verwendet. Bei einigen Bauelementen wurde dennoch ebenfalls Bezug auf ältere Zisterzienserklöster aus dem Mittelalter genommen. So wurden beispielsweise die freitragenden Tonnengewölbe, insbesondere im Kreuzgang, in Anlehnung an die Abtei Le Thoronet errichtet. John Pawson bezog sich bei seinem Bau direkt auf die Bauvorschriften Bernhards von Clairvaux „mit seiner Betonung auf Licht, schlichten Proportionen und Klarheit des Raumes“.
Im deutschsprachigen Raum ist das Kloster Maria Friedenshort der erste geplante komplette Klosterneubau seit dem Mittelalter. Das neue Kloster wird entfernt von größeren Siedlungen in einem Wald errichtet. Die Architektin Tatiana Bilbao bezieht sich bei der Planung direkt auf die historische Zisterzienserarchitektur, so beispielsweise in der Verwendung von Stein und dem quadratischen Bau der Klosteranlage.

## Lage
Zisterzienserklöster wurden ursprünglich entfernt von Städten gebaut, was auch in der Ordensregel festgelegt war. So liegt beispielsweise das Stift Rein in einer Talebene, 15 km entfernt von der Stadt Graz. Zudem wurden die Klöster gezielt in der Nähe von Flussläufen gebaut, um die Wasserversorgung sicherzustellen. Dadurch, dass die Ordensregel auch die Selbstversorgung der Klöster vorschrieb, waren auch immer wirtschaftliche Aspekte ein Teil der Auswahlkriterien für den Ort der Errichtung eines neuen Klosters. Zum anderen kam noch der Aspekt hinzu, dass sich die Zisterzienser zu Beginn nur in Ödland und Sumpfgebieten niederlassen durften. Vor allem durch den hohen Wissensstand der Laienbrüder, den sie sich mit der Zeit aneigneten, wurden die Zisterzienser zu Pionieren bei der Trockenlegung und Rodung von unerschlossenen Gebieten und der Urbarmachung von Feld und Flur.
Anliegende Teiche, Seen oder Flüsse wurden vermehrt für die Fischzucht und -fang für die Klöster verwendet. Fischteiche sind ein spezifisch zisterziensisches Kulturlandschaftselement, welches sich aus der Ordensregel entwickelte.
Der Klostergarten der Kloster war auch wichtig für die Selbstversorgung. Die ursprünglichen reinen Nutzgärten wurden mit der Zeit umgebaut. So entstanden beispielsweise Renaissance- oder Barockgärten.

## Ausstattung und Funktionalität

### Technik

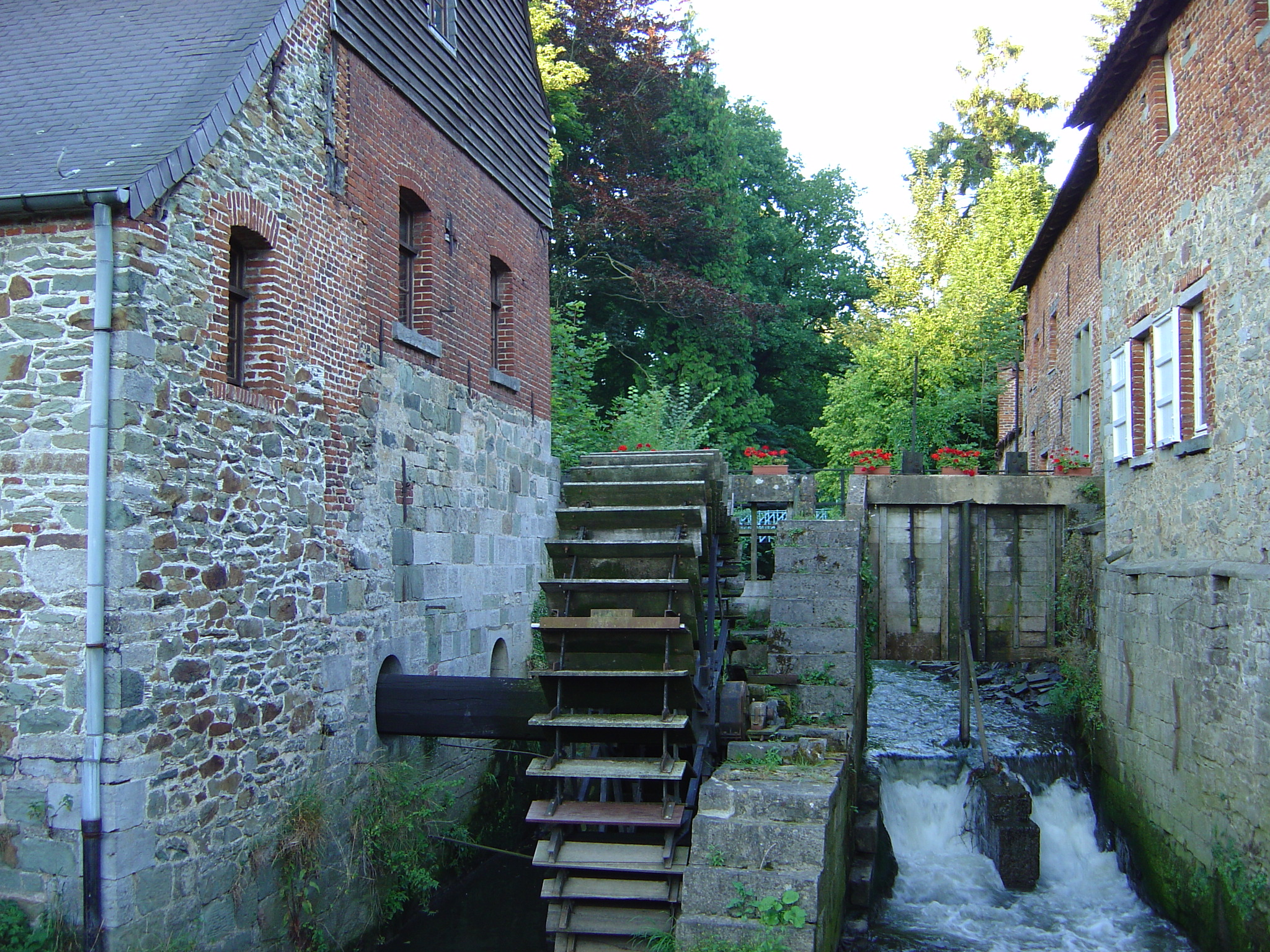
Die Zisterzienser nutzen die Wasserradtechnik in großem Umfang. Beispielbild einer Mühle aus dem 12. Jahrhundert

Die Zisterzienser waren sehr innovativ in der Entwicklung von Techniken in der Hydraulik, die für Klöster in entfernten Gebieten errichtet wurden. In Spanien ist eines der ersten Ordenshäuser, das Real Monasterio de Nuestra Senora de Rueda in Aragon, ein gutes Beispiel für die anfänglichen Entwicklungen der Wasserwirtschaft. Sie benutzten ein großes Wasserrad und ein ausgeklügeltes Wasserzirkulationssystem für die Zentralheizung. Ein Großteil dieser Praktikabilität in der Zisterzienserarchitektur und sogar im Bau selbst wurde durch den eigenen technologischen Erfindungsreichtum des Ordens ermöglicht. Die Zisterzienser waren als begabte Metallarbeiter bekannt. Der Historiker Alain Erlande-Brandenburg schreibt dazu:

“The quality of Cistercian architecture from the 1120s onwards is related directly to the Order’s technological inventiveness. They placed importance on metal, both the extraction of the ore and its subsequent processing. At the abbey of Fontenay the forge is not outside, as one might expect, but inside the monastic enclosure: metalworking was thus part of the activity of the monks and not of the lay brothers. … It is probable that this experiment spread rapidly; Gothic architecture cannot be understood otherwise.”

„Die Qualität der Zisterzienserarchitektur war seit den 1120er Jahren direkt verbunden mit dem technologischen Erfindungsreichtum des Ordens. Besonderes Augenmerk legten sie auf das Metall; sowohl auf den Abbau des Erzes, sowie die folgende Verarbeitung. In der Abtei von Fontenay ist die Schmiede wider Erwarten nicht außerhalb der Klosteranlage platziert, sondern innerhalb: Metallarbeiten waren demnach Teil der Arbeit der Chormönche, und nicht der der Laienbrüder. […] Es ist wahrscheinlich, dass dieses Experiment sich schnell verbreitete; gotische Architektur ist nicht anders zu verstehen.“

Viele Fortschritte in der Architektur waren auf die Arbeit mit Metall zurückzuführen. Dies bezog sich auf den Abbau, das Schneiden der Steine und spezifisch auf die Qualität der bei der Arbeit verwendeten Werkzeuge. Metall wurde auch von anderen Architekten der Gotik ab dem 12. Jahrhundert verwendet; in den Zugstäben über Bögen und später im verstärkten Stein des Rayonnant-Stils. Der andere Baustoff, Holz, war nur sehr schwer zugänglich nach den großen Abholzungen im 10. und 11. Jahrhundert. Die Zisterzienser gingen bei der Bewirtschaftung und Erhaltung ihrer Wälder besonders sorgfältig vor.

### Kunst
In einer Apologie aus dem Jahr 1124 kritisierte Bernhard von Clairvaux die reiche Ausstattung von Kirchengebäuden:

„Aber was soll im Kreuzgang, vor den Augen der lesenden Mönche, diese lächerliche Monstrosität, diese seltsame Art formloser Gestaltlosigkeit? Warum diese unansehnlichen Affen, warum diese wilden Löwen, warum die monströsen Zentauren, warum Halbmenschen, warum gefleckte Tiger, warum kämpfende Soldaten, warum trompetende Jäger? … Kurz gesagt, es gibt überall eine solche Vielfalt und Verschiedenheit seltsamer Formen, dass wir vielleicht lieber die Murmeln als die Bücher lesen.“

Zudem kritisierte er in seinem circa 1125 erschienenem Brieftraktat Apologia ad Guillelmum Abbatem die Prunksucht und den Bauluxus des Cluniazenserordens. Besonders kritisierte er die tierischen und menschlichen Darstellungen in Skulpturen. Diese Darstellungen würden nach seiner Auffassung in Kirchengebäuden die klösterlicher Askese stören. Dadurch wurden die frühen Bauten der Zisterzienser sehr schlicht gestaltet. Seine Abneigung gegenüber den Bildern in Kirchen wurden als Maßstab für spätere Beschlüsse des Generalkapitels übernommen. Die erstmals 1134 verabschiedete und später mehrfach überarbeitete Instituta generalis capituli apud Cistercium schrieb erstmals ein Verbot von Bildern, Skulpturen, Altarausstattungen und ähnlichem im klösterlichen Raum fest. Diese Verbote wurden bis ins 13. Jahrhundert von darauffolgenden Generalkapiteln übernommen.
Die Mutterabtei des Ordens, das Kloster Cîteaux, hatte in den ersten Jahrzehnten des 12. Jahrhunderts einen fortschrittlichen Malstil entwickelt, zumindest in Bezug auf Bilderhandschriften, und spielte eine wichtige Rolle bei der Entwicklung des Bildes der Wurzel Jesse. Allerdings erlangte Bernhard von Clairvaux schnell Einfluss im Orden. Da er der Bilderwelt abgeneigt war, hörte die Malerei auf und wurde schließlich ganz verboten, wahrscheinlich aufgrund der 1154 verabschiedeten überarbeiteten Ordensregeln. Kruxifixe waren erlaubt. Nach dem Tod Bernhards kam es allmählich wieder zum Gebrauch von Malereien und anderen Dekorationen in den Orten der Zisterzienser.
Obwohl die Zisterzienser ihre Klosteranlagen weniger stark ausschmückten als andere Konvente anderer Orden zu ihrer Zeit, so waren die Kirchen und Konventsgebäude dennoch künstlerisch gestaltet. So gab es Wandmalereien, Farbfenstern, farbig glasierte Fliesen sowie Stein- und Holzskulpturen. Die Zisterziensergesetzgebung zielte laut Forschung eher auf eine Mäßigung als ein Verbot von Dekoration.

### Akustik und Licht
Besonderes zu betrachten ist zudem die Anpassung des Baustils auf eine gute Akustik. Da die Mönche einen großen Teil ihres Tages schweigend verbrachten, lag besondere Bedeutung darauf, wenn sie sprachen oder sangen. Demnach versuchten sie „den Kirchraum in ein riesiges Musikinstrument, einen Hörsaal Gottes“ zu verwandeln.
Auch das Licht war für die frühen Baumeister der Zisterzienser von großer Bedeutung. Die Reinheit des einfachen Lichts war für sie wichtiger als die mystischen Effekte, die Licht aus Glasfenstern erzeugen würden. In der Klarheit des reinen Lichtes lag für sie die Schönheit der Schöpfung.

## Kulturelles Erbe

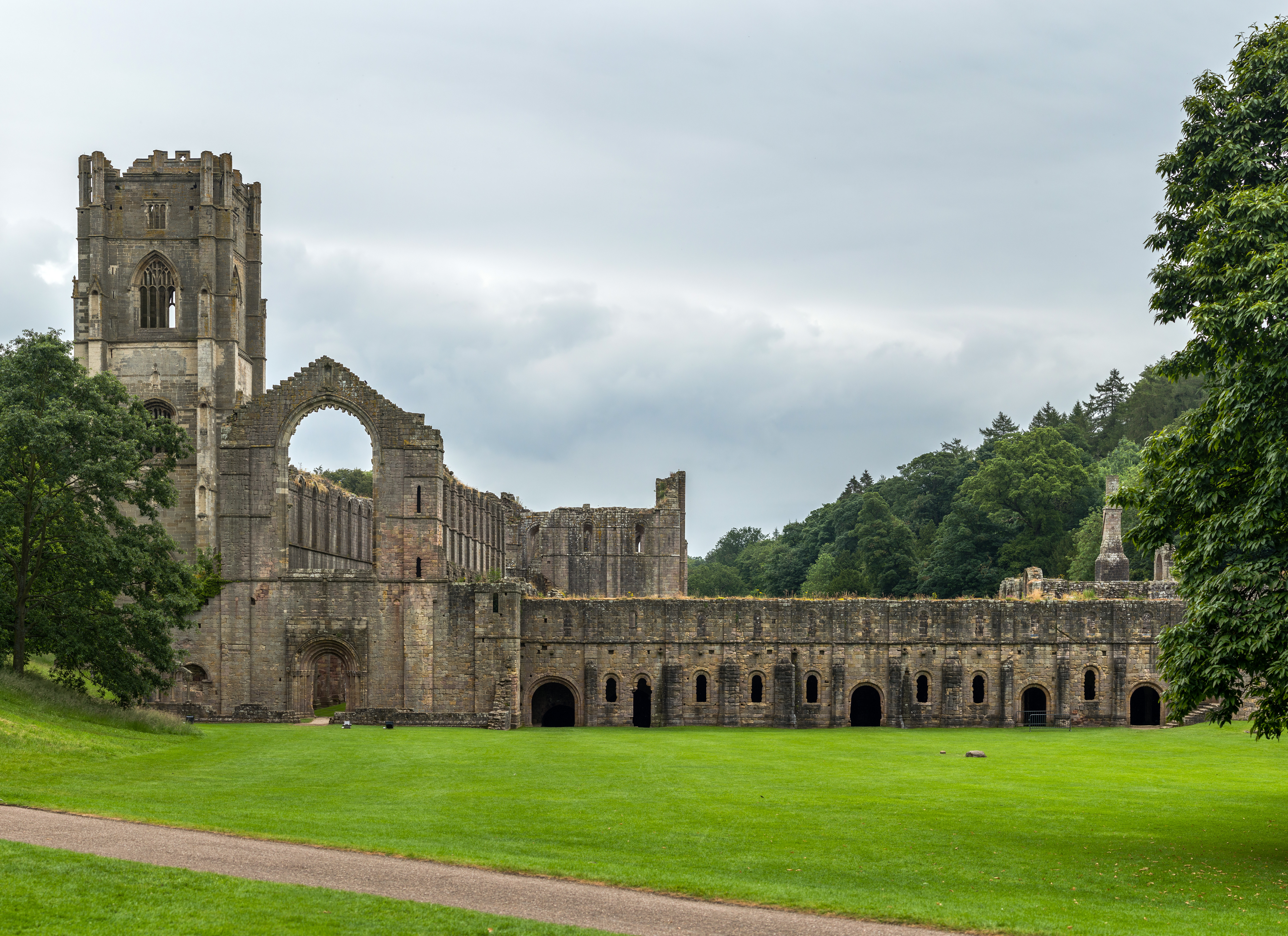
Fountains Abbey – ein UNESCO-Welterbe

Die Zisterzienserabteien in Fontenay in Frankreich, Fountains Abbey in England, Alcobaça in Portugal, Poblet in Spanien und Maulbronn in Deutschland zählen zum UNESCO-Welterbe.
Die Abteien in Frankreich und England sind herausragende Beispiele romanischer und gotischer Architektur. Die Architektur von Fontenay wurde als „ein hervorragendes Beispiel für das Ideal der Selbstgenügsamkeit“ beschrieben, das von frühen Gemeinschaften der Zisterzienser praktiziert wurde. Die englischen Abteien aus dem 12. Jahrhundert waren schlicht und schmucklos – ein dramatischer Kontrast zu den kunstvollen Kirchen der wohlhabenderen Benediktinerhäuser – dennoch „ist auch heute noch die schlichte Schönheit der Zisterzienserruinen Fountains und Rievaulx in der Wildnis Yorkshires zutiefst bewegend“.
In der Reinheit des architektonischen Stils, der Schönheit der Materialien und der Sorgfalt, mit der das Alcobaça-Kloster gebaut wurde, besitzt Portugal eines der besten und am meisten erhaltenen Beispiele früher gotischer Architektur. Das Kloster Poblet, eines der größten in Spanien, gilt wegen seiner Strenge und der befestigten königlichen Residenz im Inneren als ähnlich beeindruckend.

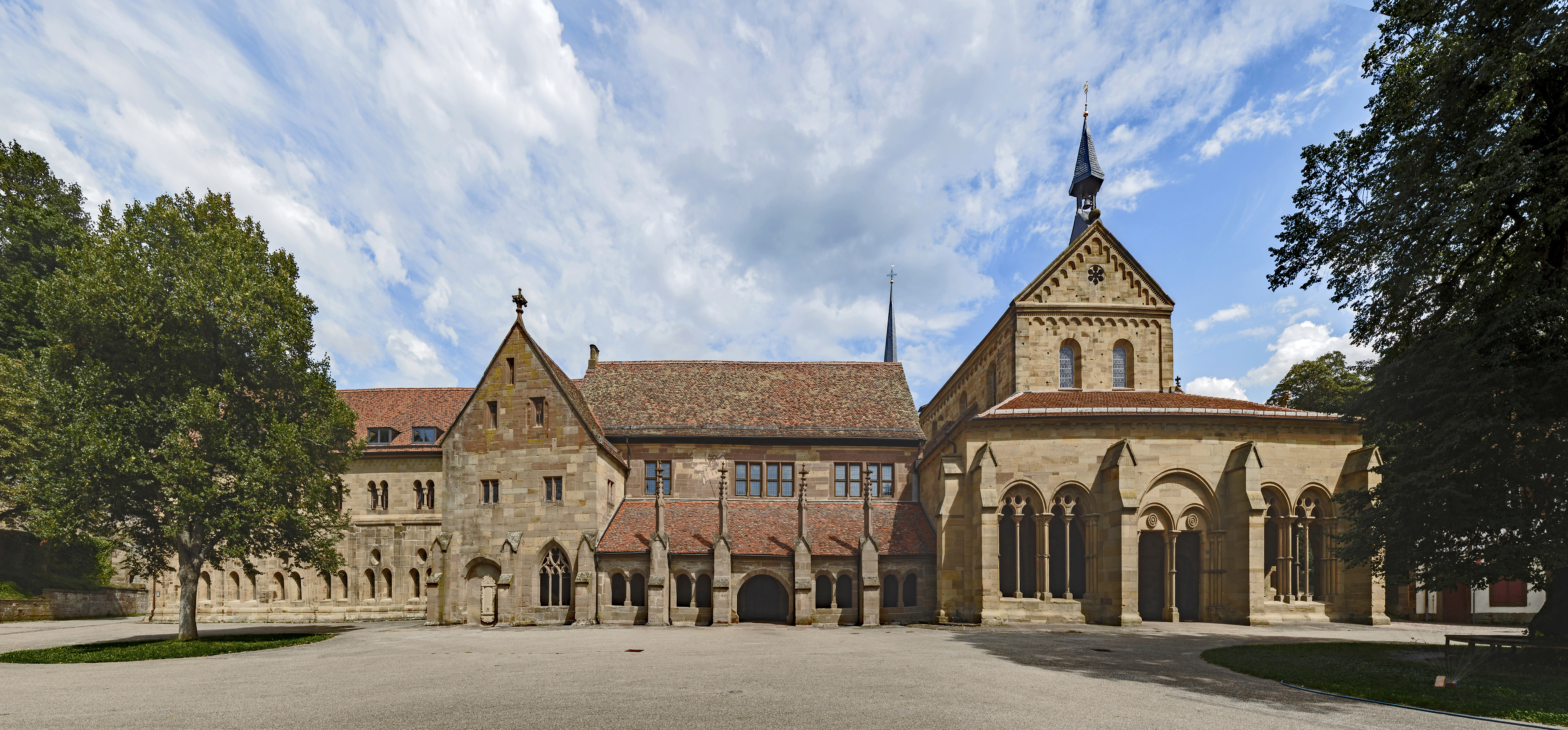
Kloster Maulbronn – ein UNESCO-Welterbe

Das befestigte Kloster Maulbronn in Deutschland gilt als „die vollständigste und am besten erhaltene mittelalterliche Klosteranlage nördlich der Alpen“. Das ausgefeilte Netzwerk aus Abflüssen, Bewässerungskanälen und Stauseen der Abtei gilt seither als von kulturellem Interesse.
Ein Beispiel für ein barockes Zisterzienserkloster wäre das Kloster Neuzelle, welches zwar seit dem 13. Jahrhundert existiert, allerdings im 16. und 17. Jahrhundert mehrere Barockisierungsphasen durchlebt hatte und heute als „Barockwunder Brandenburgs“ beschrieben wird.
In Polen gilt das ehemalige Kloster von Pelplin als ein wichtiges Beispiel der Backsteingotik. Die Abtei Wąchock ist eines der besten Beispiele für polnische romanische Architektur. Der größte Zisterzienserkomplex, das Kloster Leubus (in Lubiąż, Polen), ist ein Meisterwerk barocker Architektur und der zweitgrößte christliche Baukomplex der Welt.